# Orthodoxer Jugendbund Deutschland
Orthodoxer Jugendbund Deutschland (OJB) nennt sich der einzige Jugendverband der orthodoxen Kirchen in Deutschland.
Dieser versteht sich als eine Gemeinschaft von jungen orthodoxen Christen aller Nationalitäten, die ihren Glauben ernst nehmen und dazu beitragen wollen, dass anderen jungen Orthodoxen die Möglichkeit gegeben wird, mehr über ihre Kirche zu erfahren und ihren Glauben bewusster zu leben. Dabei ist der Jugendbund bemüht, die Einheit zwischen den Orthodoxen zu fördern.
Der Jugendbund will die orthodoxen Jugendlichen im Westen – Araber, Bulgaren, Georgier, Griechen, Rumänen, Russen, Serben, Ukrainer, Belarussen – zusammenführen. Es soll die Möglichkeit einer gemeinsamen orthodoxen Identität und eines Glaubenslebens geschaffen werden.

## Aktivitäten
Der Jugendverband veranstaltet jedes Jahr einen Jugendtag für ganz Deutschland mit einem Rahmenthema, Musik, Tanz und Diskussion. Außerdem werden Seminare zu verschiedenen Themen und monatliche Treffen, Vorträge sowie seit 2003 ein Zeltlager für Kinder und Jugendliche organisiert.

## Entstehung
Der Jugendbund wurde 1998 mit dem Segen der orthodoxen Bischöfe in Deutschland und mithilfe der Kommission der Orthodoxen Kirche in Deutschland gegründet.

## Internationale Verbindung
Der OJB gehört zur internationalen orthodoxen Jugendbewegung Syndesmos („Bund der Einheit“ in Christus nach Epheser 4,3), die nach dem Zweiten Weltkrieg gegründet wurde.